# Tiberio Claudio Nerón (pretor 42 a. C.)

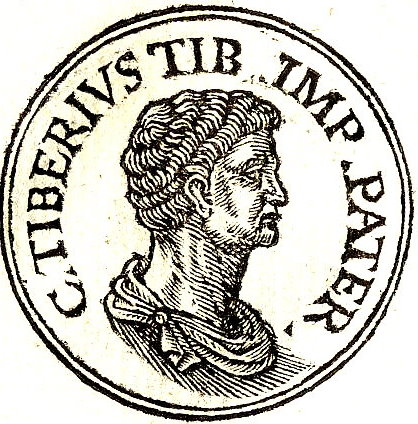
Tiberio Claudio Nerón

Tiberio Claudio Nerón (85 a. C.-33 a. C.) fue un miembro de la gens Claudia. Era descendiente directo del cónsul Tiberio Claudio Nerón, hijo del censor Apio Claudio el Censor. Su padre, Tiberio Claudio Nerón, sirvió bajo Pompeyo Magno contra los piratas que amenazaban el Mediterráneo. Fue padre del emperador Tiberio y de Druso el Mayor; abuelo de Julio César Germánico, Druso el Joven, Livila, y del emperador Claudio; bisabuelo de Calígula, Tiberio Gemelo, y tatarabuelo de Nerón.

## Vida militar
Sirvió como cuestor de Julio César en el año 48 a. C., comandando la flota en la guerra de Alejandría, que acabó con victoria sobre la armada egipcia; como recompensa a sus servicios se le concedió el sacerdocio. Posteriormente César le encargó la administración de las colonias de Galia y otras provincias.
A pesar de sus servicios a César, era un republicano y optimate de corazón. Tras el asesinato de César (44 a. C.), cuando parecía que los magnicidas estaban triunfando, sugirió que fueran recompensados por sus servicios al Estado. No obstante, merced a su alianza con el dictator, fue elegido pretor en 42 a. C..

## Vida familiar
Se casó con Livia Drusila, cuyo padre, Marco Livio Druso Claudiano era de su misma gens. Su primer hijo - el emperador Tiberio, nacido con su mismo nombre - nació el 16 de noviembre de 42 a. C. Poco después estalló un conflicto entre los triunviros y se vio forzado a elegir bando. Desconfiando de Octavio, unió su suerte con la de Marco Antonio.
En 41 a. C. huyó de Roma con su esposa y su hijo, reuniéndose con Lucio Antonio en Perusia. Los hombres de Octavio asediaron la ciudad, que cayó en 40 a. C.. Nerón tuvo que huir a Praeneste y luego a Nápoles, donde trató en vano de sublevar a un batallón de esclavos contra Octavio. Tras ello buscó refugio con Sexto Pompeyo, líder de una numerosa escuadra naval con base en Sicilia. Finalmente marchó a Acaya con el objeto de reunirse con Marco Antonio.
En el año 40 a. C., Octavio y Marco Antonio se reconciliaron, con lo que Tiberio Claudio Nerón, tras tres años de huidas, volvió a la capital con Livia y Tiberio. La leyenda dice que Octavio se enamoró de Livia nada más verla, a pesar de estar ya casado con Escribonia. Lo cierto es que se divorció en 39 a. C., el mismo día en que nació su hija Julia la Mayor. Probablemente en esta misma época, con Livia embarazada de seis meses, Tiberio Claudio Nerón fue persuadido o forzado a divorciarse de ella. El 14 de enero de 38 a. C. Livia dio a luz a su segundo hijo, Nerón Claudio Druso, y tres días después se casó con Octavio. Su exmarido asistió a la boda, entregando a la novia:

Como lo habría hecho un hermano
Dión Casio, 48.44.1-3

Druso fue llevado a casa de su padre, que se ocupó de criar y educar a sus dos hijos. Cuando este murió en 33 a. C., el joven Tiberio pronunció el elogio funerario, y ambos hermanos se fueron a vivir con su madre y su padrastro.